# 小行星22909
小行星22909（22909 Gongmyunglee）是一颗绕太阳运转的小行星，为主小行星带小行星。该小行星于1999年10月发现。

## 轨道参数
小行星22909的轨道半长轴为394 478 804 km（2.6368904 UA），离心率为0.043。